# Rastislav Staňa
Rastislav Staňa (ur. 10 stycznia 1980 w Koszycach) – słowacki hokeista, reprezentant Słowacji, dwukrotny olimpijczyk.

## Kariera
- HC Košice U-18 (1995-1997)
- HC Košice U-20 (1997-1998)
- Moose Jaw Warriors (1998-2000)
- Calgary Hitmen (2000)
- Portland Pirates (2000-2004)
  -  Richmond Renegades (2000-2002)
- Washington Capitals (2003-2004)
- Södertälje (2004-2006)
- Malmö Redhawks (2006-2007)
- Linköping (2007-2008)
- Siewierstal Czerepowiec (2008-2011)
- CSKA Moskwa (2011-2014)
- HC Košice (2014)
- Sparta Praga (2014)

Wychowanek HC Košice. Do 1998 grał tylko w zespołach juniorskich klubu, po czym od 1998 występował w rozgrywkach innych krajów: w kanadyjskiej lidze juniorskiej WHL w ramach CHL, amerykańskich ligach AHL, ECHL, NHL, szwedzkiej Elitserien i rosyjskiej KHL. Od 2011 zawodnik CSKA Moskwa. W kwietniu 2013 przedłużył kontrakt o dwa lata. W styczniu 2014 odszedł z CSKA. Od końca stycznia 2014 ponownie zawodnik macierzystego HC Koszyce, po wielu latach kariery po raz pierwszy w drużynie seniorskiej klubu. Od maja 2014 zawodnik Sparty Praga. Z uwagi na problemy zdrowotne z sercem rozegrał tylko 13 spotkań w sezonie 2014/2015, a po jego zakończeniu poinformował o przerwaniu kariery zawodniczej z tego powodu. W maju 2016 ogłosił zakończenie kariery.
Uczestniczył w turniejach mistrzostw świata 2001, 2002, 2003, 2004, 2005, 2006, 2009, 2010, 2013 oraz zimowych igrzysk olimpijskich 2002, 2010.

## Sukcesy
Reprezentacyjne
- Brązowy medal mistrzostw świata juniorów do lat 20: 1999
- Złoty medal mistrzostw świata: 2002
- Brązowy medal mistrzostw świata: 2003

Klubowe
- Srebrny medalista mistrzostw Szwecji: 2007, 2008
- Złoty medal mistrzostw Słowacji: 2014 z HC Koszyce

Indywidualne
- AHL (2003/2004): Mecz Gwiazd AHL
- KHL (2010/2011):
  - Piąte miejsce w klasyfikacji meczów bez straty gola w sezonie zasadniczym: 4 mecze
- KHL (2011/2012):
  - Piąte miejsce w klasyfikacji średniej goli straconych na mecz w sezonie zasadniczym: 2,06
- KHL (2012/2013):
  - Najlepszy bramkarz miesiąca – listopad 2012
  - Mecz Gwiazd KHL (wybrany wtórnie po odejściu grupy zawodników do ligi NHL)[7]
  - Pierwsze miejsce w klasyfikacji średniej goli straconych na mecz w sezonie zasadniczym: 1,76
  - Trzecie miejsce w klasyfikacji skuteczności interwencji w sezonie zasadniczym: 93,4%
  - Czwarte miejsce w klasyfikacji skuteczności interwencji w fazie play-off: 93,9%
  - Drugie miejsce w klasyfikacji średniej goli straconych na mecz w fazie play-off: 1,74
- Mistrzostwa Świata w Hokeju na Lodzie 2013/Elita:
  - Jeden trzech najlepszych zawodników reprezentacji[8]

Wyróżnienie
- Najlepszy słowacki bramkarz: 2013[9]

## Odznaczenia
- Krzyż Prezydenta Republiki Słowackiej I Stopnia – 2002[10]
- Medal Prezydenta Republiki Słowackiej – 2003[11]